# Tamara Duda
Tamara Anatolijiwna Duda (ukr. Тамара Анатоліївна Дуда, ps. Tamara Horicha Zernia, ukr. Тамара Горіха Зерня; ur. 1976 w Kijowie) – ukraińska pisarka, dziennikarka i tłumaczka; w 2022 roku została laureatką Narodowej Nagrody im. Tarasa Szewczenki w dziedzinie literatury pięknej za powieść Córeczka. Wolontariuszka podczas wojny w Donbasie.

## Życiorys
Tamara Duda urodziła się w Kijowie w 1976 roku, uczyła się w tamtejszym Ukraińskim Liceum Humanistycznym. Jest absolwentką dziennikarstwa na Uniwersytecie Kijowskim; studiowała również na prywatnym Międzynarodowym Uniwersytecie Kijowskim (ukr. Київський міжнародний університет). Od ponad 20 lat zawodowo zajmuje się tłumaczeniem tekstów o tematyce ekonomicznej z języka angielskiego.
W latach 2014–2016 pracowała jako wolontariuszka w strefie konfrontacji rosyjsko-ukraińskiej na wschodzie Ukrainy (Strefa ATO). Za swą działalność wolontariacką otrzymała dyplom uznania od mera Kijowa. 
Temat działań wojennych w Donbasie Tamara Duda podjęła w swojej debiutanckiej powieści pt. Córeczka (ukr. Доця) wydanej w 2019 roku pod pseudonimem Tamara Horicha Zernia przez niewielkie wydawnictwo Biłka (ukr. Білка). Wkrótce po wydaniu powieść wyróżniona została prestiżowym tytułem książki roku 2019 (ang. BBC Ukrainian Book of the Year) przez ukraińską redakcję BBC News. 
W plebiscycie ogłoszonym w 2021 roku przez Ukraiński Instytut Książki Córeczka znalazła się również na liście trzydziestu najważniejszych utworów prozą wydanych w niepodległej Ukrainie.
9 marca 2022 roku prezydent Ukrainy Wołodymyr Zełenski przyznał Tamarze Dudzie, za powieść Córeczka, Narodową Nagrodę im. Tarasa Szewczenki w dziedzinie literatury pięknej, najważniejszą ukraińską państwową nagrodę kulturalną.
Powieść Córeczka przetłumaczono m.in. na język angielski, macedoński i łotewski. Na język polski przełożył ją Marcin Gaczkowski; przekład ten ukazał się 1 kwietnia 2022.
W 2023 roku powieść Córeczka została nominowana do Literackiej Nagrody Europy Środkowej Angelus i zwyciężyła plebiscyt czytelników, dzięki czemu Tamara Duda została uhonorowana Nagrodą Czytelników im. Natalii Gorbaniewskiej.

## Twórczość
- Córeczka (2019, tyt. oryg. Доця; wyd. pol. 2022, wydawnictwo Kolegium Europy Wschodniej)
- Принцип втручання (2021)

## Nagrody
- 2019 – BBC Ukranian Book of the Year (Córeczka)[8]
- 2019 – LitAkcent roku (nagroda specjalna jury konkursu za Córeczkę)[16]
- 2022 – Narodowa Nagroda im. Tarasa Szewczenki w dziedzinie literatury pięknej (Córeczka)[11]
- 2023 – Literacka Nagroda Europy Środkowej Angelus (Nagroda Czytelników im. Natalii Gorbaniewskiej) (Córeczka)